# Nobuyuki Zaizen
Nobuyuki Zaizen (født 19. oktober 1976) er en tidligere japansk fodboldspiller.
Han har spillet for flere forskellige klubber i sin karriere, herunder Vegalta Sendai og Montedio Yamagata.